# Phyllanthus amieuensis
Phyllanthus amieuensis är en emblikaväxtart som beskrevs av André Guillaumin. Phyllanthus amieuensis ingår i släktet Phyllanthus och familjen emblikaväxter. Inga underarter finns listade i Catalogue of Life.